# Mario Bassani
Mario Bassani (Marcellina, 4 giugno 1969) è un controtenore italiano, specializzato nell'esecuzione di musica rinascimentale e barocca.

## Biografia
Mario Bassani si forma in cori professionali come tenore, in ambito polifonico e lirico, e dal 1995 come controtenore col maestro Sergio Allegrini. Successivamente approfondisce gli studi nell'ambito musicale barocco, interessandosi in modo specifico della ricerca storico musicale applicata e contestualizzata, partecipando a svariate esecuzioni e registrazioni canore, nell'intento di sviluppare un recupero della prassi esecutiva del primo e del tardo barocco, grazie anche al conseguimento del diploma in canto e didattica vocale presso il Conservatoire de Musique de Neuchâtel in Svizzera, sotto gli insegnamenti di Rosa Maria Meister, e successivamente perfezionandosi presso la Scuola di Alto Perfezionamento Musicale di Saluzzo grazie alla vincita di una borsa di studio sovvenzionata dall'Unione europea. Il contatto con musicisti quali Kees Boeke, Giuseppe Maletto, Claudio Cavina, ha contribuito alle conoscenze di tecnica vocale e interpretazione del repertorio tardo rinascimentale e del primo barocco, allargando poi le sue ricerche anche in ambiti attigui attraverso la conoscenza del metodo funzionale della voce, creato da Gisella Rohmert, tramite Marco Farinella, e il metodo Benezom, con il biennio di formazione per la musicoterapia presso la scuola di musicoterapia di Assisi. All'approccio filologico-musicale hanno contribuito anche il soprano inglese Emma Kirkby, il soprano italiano Roberta Invernizzi e Gerard Lesner in Francia attraverso i quali ha approfondito le sue conoscenze sul periodo tardo barocco. Le ricerche che ha sviluppato sullo stile interpretativo, attinenti al contesto storico geografico della partitura eseguita, l'attenzione all'emissione sonora e all'estetica musicale e alla didattica dei diversi periodi barocchi, hanno richiamato l'attenzione del grande pubblico e degli esecutori degli anni 90 del XIX secolo e successivi, nel tener presente l'aspetto esecutivo eterogeneo insito nell'ambito della musica rinascimentale, barocca e tardo barocca, concentrata fra il XVI e la metà del XIX secolo.
Tale ricerca della corretta prassi musicale e della ricerca filologica, sono stati una conseguenza del percorso di studi, seguito sotto la guida del prof. P. Petrobelli presso l'Università degli studi di Roma La Sapienza, attraverso il quale ha conseguito la laurea in Storia della Musica, con una tesi di analisi storico-musicale del dramma in musica veneziano e del teatro impresariale del XVII secolo, suggerita e seguita dal prof. N. Pirrotta, attraverso l'analisi della partitura di Pietro Antonio Cesti, I Casti Amori d'Orontea (1656), composta sui versi dell'allora noto poeta Giacinto Andrea Cicognini.
Dai primi anni 2000 divulga repertorio antico e barocco italiano inedito, collaborando con la biblioteca online musicale IMSLP, attraverso numerosi concerti e la direzione artistica di vari festival di musica antica, barocca e popolare, ponendo attenzione al realizzare le esibizioni musicali negli stessi ambienti e spazi architettonici per i quali la musica era stata scritta e pensata, in particolar modo eseguendo musica sacra nelle principali basiliche romane. A tal fine nel 2006 ha fondato la Cappella Musicale della Basilica di San Clemente in Roma, nella sua sezione di Schola cantorum e orchestra di strumenti antichi, che dal 2010 organizza il Festival di musica sacra delle basiliche del Celio. Presso S. Clemente al Celio, la Cappella musicale anima tutte le principali feste liturgiche e alcune particolari Messe domenicali in pianta stabile attenendosi a quanto prescritto dal Liber Usualis e altri testi antichi.
Ha collaborato inoltre anche con il professor Agostino Ziino, sempre al fine di tentare il recupero e la diffusione della didattica e filologica musicale barocca anche in ambito accademico, presso l'Università degli Studi di Roma Tor Vergata, insegnando nei laboratori da lui pensati di Storia della vocalità applicata, già tenuti anche nell'Università degli Studi Roma Tre. Ha contribuito alla diffusione di massa della musica barocca, con l'ideazione, scrittura e conduzione di programmi radiofonici per Radio Vaticana, incentrati sulla cantata barocca, sul dramma in musica barocco e su direttori degli anni 90 del Novecento, operanti in Italia e specializzati in tale campo. Tra questi si annoverano Alan Curtis, Rinaldo Alessandrini, Claudio Cavina.

## Filmografia
- Caccini, Euridice - G.Tedde/M. Bassani//Orchestra del teatro du Passage di Neuchatel/Les Amis 2001 Meister Music Film
- de' Cavalieri, Rappresentazione di Anima et Corpo, regia E. Castiglione, 2000 Pan Dream
- de' Cavalieri, Rappresentazione di Anima et Corpo, regia E. Castiglione, 2001 Trinidad Entertainment (U.S.A.)
- Finché giudice non ci separi, regia di Antonio Fornari e Andrea Maia (2018)[6]

## Discografia parziale
- Caccini, Euridice - G.Tedde/M. Bassani//Orchestra del teatro du Passage di Neuchatel/Les Amis 2001 Meister Music Film
- M. A. Charpentier, Filius Prodigus (H.399) ed Extremum dei Judicium (H.401) - Mario Bassani/Centre de musique Baroque de Versailles/Coro da Camera Italiano, 2007 Music Theatre International (MTI)
- Concerto - Mario Bassani, 2004 III Millennio
- Guerre e Rimpianti: La musica di Carlo V - E. Notrica/ Mario Bassani/ Musica della corte, 2004 III Millennio
- Händel, Il Trionfo del tempo e del disinganno, Mario Bassani/ A. Goff/M, Vulpi/ Y. Fukushima, 2009 Editorial Planeta de Agostini (Spagna), Regia E. Castiglione
- Scarlatti, Passio Domine nostri Jesu Christi Secundum Ioannem, 2008 Regia E. Castiglione
- Recital - Mario Bassani, 2001 ADMIRA Record
- Vir Dei, Sponsa Christi: Musica per le feste tradizionali di San Benedetto e di Santa Scolastica - Mario Bassani/Musica Traditio Ensemble, 2004 La Bottega Discantia

## Riconoscimenti
Nel 2004, su invito dell'ambasciata d'Italia in Cina, ha tenuto una tournée internazionale in Cina a Pechino, in Corea del Nord a Pyongyang e in Mongolia.
Nel 2005 è stato invitato, come ospite d'onore, dall'Università di Perugia, ai festeggiamenti per il III centenario della morte di Giovanni Andrea Angelini Bontempi, in occasione dei quali ha riproposto e inciso brani inediti dello stesso autore e di altri evirati cantori umbri del XVII secolo.
Nel 2007 è stato premiato dal Ministero della Cultura francese per l'incisione dell'oratorio Filius Prodigus, H. 399 di Marc-Antoine Charpentier, dove interpreta l'omonimo personaggio. Il disco è stato inserito nel ristretto elenco delle Registrazioni d'interesse storico-nazionale per la salvaguardia della cultura francese.
Nel 2009 è stato insignito del premio internazionale Ginestra d'Oro per l'attività svolta durante la propria carriera, rivolta prevalentemente alla diffusione della musica barocca.
Per meriti culturali, inerenti alla diffusione della musica barocca, è stato insignito del rango di socio d'onore dell'Accademia Culturale Europea (2007), dell'Accademia Musicale Barocca Hermans (2003), e della prestigiosa ed esclusiva Compagnia degli scrittori della Repubblica di Corea del Nord (2005), che gli concede la cittadinanza onoraria di quella nazione.
Nel 2001 ha vinto il concorso internazionale di canto indetto dall'ADMIRA.
Ha collaborato con il Teatro Lirico Sperimentale G. Belli di Spoleto, le Cirque du soleil e La Scala di Milano.
Ha collaborato con Arnoldo Foà (Festival delle Ville Tuscolane), Simona Marchini (Festival Moreschi), nei Concerti del Giubileo (con Cecilia Gasdia e Furio Zanasi, sotto la direzione artistica di Enrico Castiglione) per la riproposizione, nello stesso luogo, della Rappresentazione di Anima et Corpo di Emilio de Cavalieri, in occasione del 400º anno dalla sua prima esecuzione, e da Lina Wertmüller (Festival di Viterbo).
Ha ideato curato il festival di Canto Musica e Danza popolare tra Rinascimento e Controriforma, presso il comune di Marcellina in provincia di Roma, patrocinato dalla regione Lazio; a tale evento hanno partecipato nomi della cultura popolare, fra i quali Ambrogio Sparagna e Alessandro Maziotti. Ha curato il festival Federico Cesi II, per il comune di Montecelio di Guidonia, nei palazzi nativi del noto scienziato; il festival dedicato a Händel e le composizioni del periodo romano, svoltosi presso la residenza della famiglia Ruspoli in Cerveteri, dove il compositore visse durante il suo soggiorno in Italia.